# بازرس بهداشت محیط

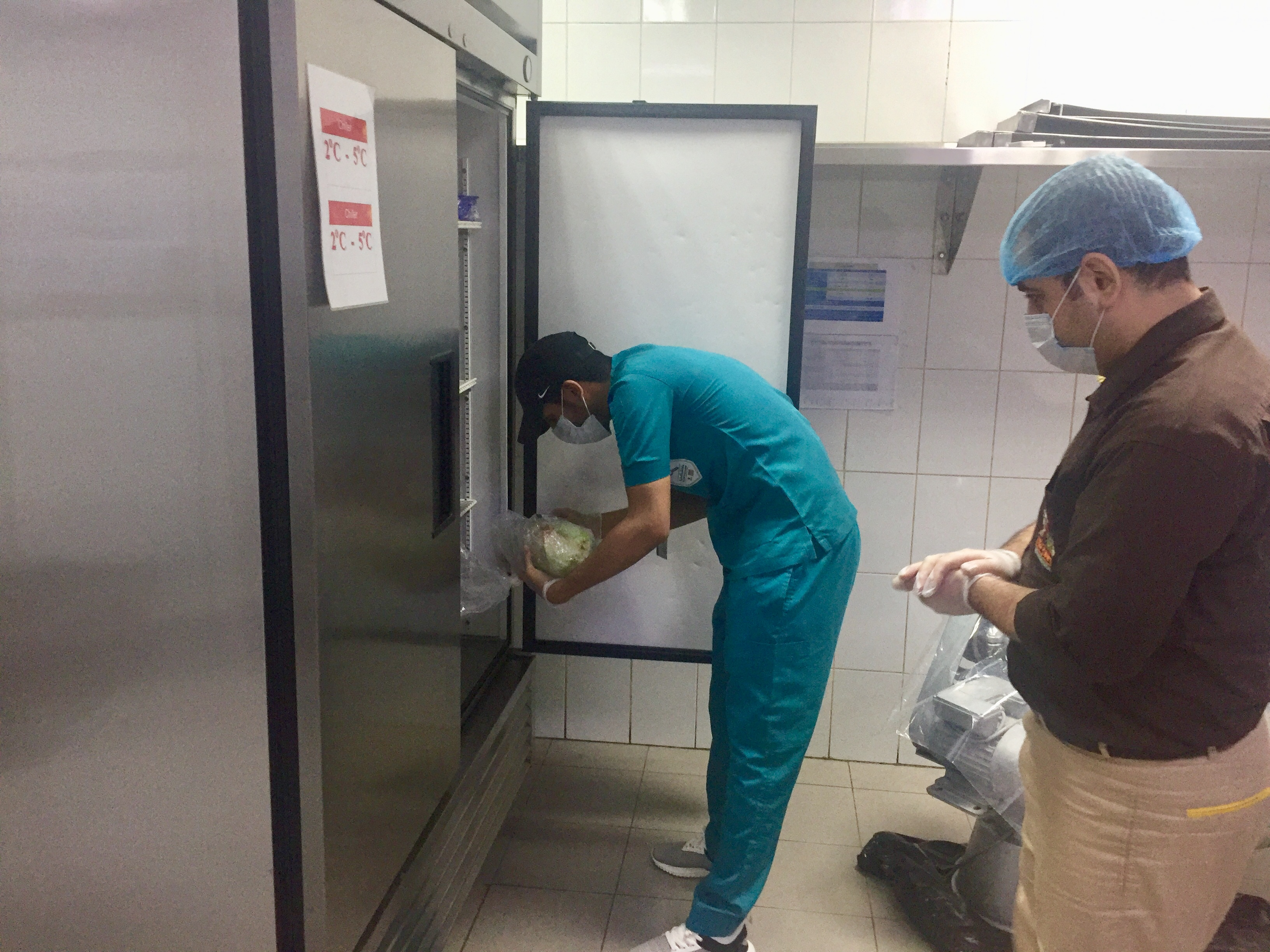
مأمور بهداشت محیط

مطابق با گایدلاین بازرسی بهداشتی مراکز تهیه و توزیع مواد غذایی و اماکن عمومی مرکز سلامت محیط و کار، تعریف مأمور بهداشت محیط عبارتست از: شخصی که مسئول توسعه، پیاده‌سازی و اجرای سیاست‌های بهداشتی از جمله بهداشت محیط می‌باشد. مأمور بهداشت محیط خطرات بهداشتی بالقوه پیرامون محیط زندگی را شناسایی نموده و روش یا روش‌های آن را توصیه می‌نماید.
ماموران بهداشت محیط باید دارای مدرک دانشگاهی در مقطع کاردانی، کارشناسی یا کارشناسی ارشد در رشته مهندسی بهداشت محیط و گرایش‌های مرتبط باشند. همچنین مطابق بند 3 ماده یک آیین‌نامه اجرایی قانون اصلاح ماده 13 قانون مواد خوردنی، آشامیدنی، آرایشی و بهداشتی بازرس بهداشت محیط فردی است که با دریافت کارت بازرسی از وزارت بهداشت، به عنوان بازرس یا مأمور بهداشت محیط شناخته می‌شود جهت کنترل و نظارت‌های حوزه موضوع آیین‌نامه اجرایی مذکور فعالیت می‌نماید.
در سال ۱۳۹۲ شمسی حدود ۴۰۰۰ نفر  و تا سال ۱۴۰۲ نزدیک به ۸۰۰۰ مأمور یا کارشناس بهداشت محیط در سطح مراکز بهداشتی‌درمانی ایران مشغول به فعالیت هستند. بازرسان یا مأموران بهداشت محیط با کاربرد توانایی‌های خود و تلفیق آن با جنبه‌های بهداشتی و انجام مداخلات لازم از طریق کنترل فاکتورهای زیست محیطی مؤثر بر سلامت، در کنار دیگر کارشناسان بهداشتی مثل بهداشت عمومی و مبارزه با بیماریهای بهداشت مدارس و... تلاشگران ارتقاء سطح بهداشت و پیشگیری از بیماری‌ها  در شبکه‌های بهداشتی ایران محسوب می گردند.
ماموران یا کارشناسان بهداشت محیط در کشورهای مختلف با نام‌های گوناگونی از جمله:
- افسر بهداشت محیط (به انگلیسی: environmental health officer)
- افسر حفاظت از محیط (به انگلیسی: environmental protection officer)
- بازرس بهداشت عمومی (به انگلیسی: public health inspector)
- متخصص بهداشت محیط (به انگلیسی: environmental health specialist)
- متخصص محیط (به انگلیسی: environmental specialist)

نیز نامیده می‌شوند.